# Exyra immaculata
Exyra immaculata är en fjärilsart som beskrevs av Benjamin 1922. Exyra immaculata ingår i släktet Exyra och familjen nattflyn. Inga underarter finns listade i Catalogue of Life.